# زينة عاصي
زينة عاصي هي رسامة لبنانية ولدت عام 1974 وتخرجت في الأكاديمية اللبنانية للفنون الجميلة(ألبا). وتعيش وتعمل ما بين بيروت ولندن. وقدمت العديد من المعارض الفردية منذ عام 2008. ومن هذه المعارض؛ «ألوان» في بيروت، و«آرت سوا» في دبي، و«البارح» في البحرين. وفي أبريل عام 2011، وصفتها دار «كريستيز» بأنها فنانة معاصرة ناشئة على الصعيد العالمي. وقد شاركت زينة في مهرجانات عالمية للفن التشكيلي المعاصر في لندن، وباريس، والولايات المتحدة الأمريكية، وبيروت.

## ملامح من أعمالها الفنية
عادة ما يتم وصف اللوحات التي قدمتها زينة بأنها تعكس مزاج فنان يحمل نبض الشارع ونزقه، لا مزاج أكاديمي يرسم وفق معايير منهجية محددة.
ولا تتقيد زينة بتقنية واحدة في الرسم. كما أنها لا تُنفذ رسومات إعدادية، وتبدأ في رسم لوحاتها مباشرةً. وهي تُعد الطبقة الأساسية باللجوء إلى مواد مختلطة ومتعددة من الورق إلى الملابس، والفراش المتكسرة وغيرها. وتستخدم الكولاج والبخاخ الذي يستعمله فناو الجرفيتي للرسم على الجدران. إضافة إلى تراكم الطبقات اللونية من خلال الخلط بين مواد الأكريليك والحبر والألوان الزيتية والمائية. وتتسم أعمالها بالطبقات المتضاربة من الطلاء السميك. وغالبًا ما تنهي عملها بطبقة من الألوان الزيتية مما يمنح لوحاتها إشعاعها المميز والخاص. 
ويُشير المتابعون إلى أن أعمالها المعاصرة مميزة ومستوحاة من العلاقة والصراع المستمر بين الفرد وبيئته المحيطة.

### بيروت
شكلت مدينة بيروت جزءًا رئيسًا من الأعمال الفنية التي قدمتها زينة خلال مسيرة عملها منذ أول معرض شخصي لها، حمل عنوان «مدينة وأهلها» في بيروت عام 2008.
وفي هذا الإطار، قالت زينة عن علاقتها ببيروت: «لا ينفصل الفرد عن بيئته، عن محيطه، عن مدينته؛ فالمكان هو امتداد للذات. وأنا طالما شعرت بأنني مسكونة ببيروت، هذه المدينة التي ولدت وعشت فيها. لم أسكن في الريف يومًا ولا أعرف الكثير عن الأرض والطبيعة والسكون والقرى. فالحياة المدينية بعمرانها وضجيجها وصخبها وحسناتها ومساوئها هي التي شكلت وعيي الأول، وكان لابد من أن تحضر وبقوة في أعمالي».
وفي إحدى المقابلات معها خلال معرضها الشخصي في البحرين عام 2011، ذكرت أنه «لرسم مدينة كبيروت، ينبغي مراعاة تاريخها وتراثها، ومنظماتها الاجتماعية، وتنوع ثقافتها وخصوصية عالميتها، في محاولة لنقل روح ومكنون هذه المدينة».

### المرأة العربية
عبرت زينة عن رؤيتها للمرأة العربية واللبنانية عبر عدد من الأعمال الفنية. ومن هذه الأعمال التجهيز الذي اشتركت فيه مع الفنان عصام برغوش؛ وهو عبارة عن فستان أنثوي ذهبي اللون، يبدو جذابًا ومثيرًا للانتباه من بعيد. لكن يمكن للمتفرج عن قرب أن يلحظ أنه مُصنع من رصاصات حقيقية. وذكرت زينة أنها تعمدت في هذا العمل الفني الإشارة إلى حقيقة المرأة العربية عمومًا واللبنانية خصوصًا التي تظهر جميلة وأنيقة ومتحررة عن بُعد، لكن إذا ألقينا نظرة قريبة إلى حياتها سنكتشف أنها محاطة بخطر محدق نتيجة غياب القوانين التي تحميها وتمنحها حقوقها الطبيعية.